# The Texans
The Texans è un film del 1938 diretto da James P. Hogan. La sceneggiatura si basa su North of 36, romanzo di Emerson Hough pubblicato a New York nel 1923 che già nel 1924 la Paramount aveva fatto adattare per lo schermo con North of 36 (distribuito in Italia come Ai confini della civiltà), un film diretto da Irvin Willat con protagonisti Jack Holt, Ernest Torrence e Lois Wilson.

## Trama
Un ex soldato confederato ha il suo da fare anche dopo la guerra, costretto com'è a lottare contro i carpetbagger che vogliono portargli via la terra.

## Produzione
Il film, che fu prodotto dalla Paramount Pictures con il titolo di lavorazione Marching Herds, venne girato da metà febbraio a fine aprile 1938.
Secondo i dati pubblicitari del pressbook, la Paramount fece ricostruire come set la cittadina di Indianola. Alcune scene vennero girate al La Mota Ranch, una proprietà di 35.000 acri tra San Antonio e Laredo. Per la scena della mandria in fuga vennero usati 25.000 manzi di razza Longhorn e alcuni oggetti di scena furono forniti dal californiano Pony Express Museum di Arcadia.

### Musica
Le musiche furono dirette da Boris Morros.

#### Canzoni
- Silver on the Sage - parole e musiche Leo Robin e Ralph Rainger
- I'll Come to the Wedding - parole di Frank Loesser
- (I Wish I Was In) Dixie - parole e musica di Daniel Decatur Emmett, eseguita da Randolph Scott e soldati

## Distribuzione
Il copyright del film, richiesto dalla Paramount Pictures, Inc., fu registrato il 12 agosto 1938 con il numero LP8203.
Distribuito dalla Paramount Pictures, il film - presentato da Adolph Zukor - uscì nelle sale cinematografiche USA il 12 agosto 1938 dopo essere stato presentato in prima a New York il 27 luglio 1938.